# Hicanodon cinerea
Hicanodon cinerea är en spindelart som beskrevs av Albert Tullgren 1901. Hicanodon cinerea ingår i släktet Hicanodon och familjen mörkerspindlar. Inga underarter finns listade i Catalogue of Life.